# Plotting
Plotting (ou Flipull) est un jeu vidéo d'arcade sorti en 1989 sur arcade. Le jeu a été développé et édité par Taito.

## Portages
- Amiga
- Atari ST
- Commodore 64
- GX-4000
- ZX Spectrum
- Game Boy